# Judex
Pour les articles homonymes, voir Judex (homonymie).
Judex est un personnage de justicier créé par le réalisateur Louis Feuillade et le romancier Arthur Bernède, pour les besoins d'un film muet en douze épisodes produit par Gaumont et sorti en 1916. Le personnage est apparu en parallèle dans le roman-feuilleton d'Arthur Bernède publié dans Le Petit Parisien entre janvier et avril 1917. 
Au cinéma, Judex apparut de nouveau dans une suite, également réalisée par Feuillade, puis dans deux remakes dont le plus connu est celui tourné en 1963 par Georges Franju.

## Création
Judex est créé à la suite du succès des films à épisodes Fantômas (1913) et Les Vampires (1915), également réalisés par Louis Feuillade pour Gaumont. Critiqué pour avoir mis en scène les exploits de criminels, Feuillade crée alors un personnage de vengeur, conçu comme une version positive de Fantômas. L'acteur René Navarre, qui avait déjà tenu le rôle de Fantômas, est d'ailleurs envisagé pour jouer le personnage de Judex, mais c'est finalement René Cresté qui est choisi. En même temps que le scénario du film, Bernède écrit un roman-feuilleton destiné à paraître dans la presse en accompagnant la sortie du film.
Le roman de Bernède commence à paraître le 12 janvier 1917 dans Le Petit Parisien, une semaine avant la sortie du film. Présenté au public à partir du 19 janvier 1917, le premier film Judex est un grand succès commercial, ce qui entraîne l'année suivante la réalisation d'une suite, La Nouvelle Mission de Judex, toujours réalisée par Feuillade et où René Cresté reprend son rôle.

## Description du personnage
Judex est un mystérieux vengeur, vêtu d'un manteau noir, qui s'acharne à provoquer la chute d'un banquier corrompu nommé Favraux. Le spectateur découvre que Judex est en réalité Jacques de Trémeuse, un homme dont la famille a été ruinée par Favraux. L'histoire de Judex présente un certain nombre de similarités avec celle du Comte de Monte-Cristo ; Bernède truffe par ailleurs le texte de son roman-feuilleton de références à Napoléon, auquel son héros est régulièrement comparé. Combattant aguerri et maître du déguisement, Judex dispose d'une base souterraine sous un château en ruines, et d'un équipement ultra-moderne ; il est par ailleurs accompagné d'un chien nommé Vidocq, ce qui constitue une autre référence, cette fois à Eugène-François Vidocq dont Arthur Bernède avait fait un héros de roman. 
Alors qu'il mène sa vengeance, Judex tombe amoureux de Jacqueline, la fille de son ennemi. Ayant pris sa revanche sur le banquier - et déjoué les plans de la « vamp » Diana Monti (jouée par Musidora) qui tentait également de s'emparer de la fortune de Favraux - Jacques de Trémeuse renonce à l'identité de Judex pour vivre son amour avec Jacqueline. Dans La Nouvelle Mission de Judex, le héros reprend du service, mais n'est plus motivé par une vengeance personnelle : il agit cette fois en justicier motivé par la défense des innocents.

## Remakes et influences
En 1923, Arthur Bernède adapte les exploits de Judex pour les besoins d'une pièce de théâtre, dans laquelle l'acteur suisse René Ferté reprend le rôle de René Cresté mort l'année précédente. 
En 1934, Maurice Champreux (gendre de Louis Feuillade) réalise un remake, Judex 34, dans lequel le rôle-titre est joué également par René Ferté. En 1963, Georges Franju signe un nouveau remake, Judex, sur un scénario de Jacques Champreux (fils de Maurice et petit-fils de Louis Feuillade). Le rôle de Judex est cette fois joué par le prestidigitateur américain Channing Pollock ; chez Franju, Judex ne s'en prend plus à Favraux par vengeance personnelle mais devient au contraire un personnage presque abstrait - aux mêmes dons d'illusionniste que son interprète - qui semble agir autant par souci de la justice que par goût du spectacle.
Lors de sa sortie, le premier film Judex suscite par ailleurs un film concurrent, Ravengar, production franco-américaine de Pathé Exchange, dont le héros est quelque peu similaire à Judex mais possède également un pouvoir d'invisibilité. Ravengar (en anglais The Shielding Shadow) et Judex (dont le premier épisode, L'Ombre mystérieuse, s'intitule en anglais The Mysterious Shadow), tous deux sortis aux États-Unis, semblent avoir inspiré le personnage de The Shadow, créé par Walter B. Gibson, qui combine l'apparence vestimentaire de Judex et les pouvoirs d'invisibilité de Ravengar. Incidemment, dans les années 1940, des épisodes du comic strip mettant en scène The Shadow - personnage alors inconnu des lecteurs français - sont publiés en France dans une traduction qui les transforme en aventures de Judex (sous le titre L'Ombre de Judex). The Shadow est, à son tour, l'une des inspirations du personnage de Batman, dont Judex fait par conséquent figure de « grand-père ».
En 1968 dans le film de Michel Audiard "Faut pas prendre les enfants du bon Dieu pour des canards sauvages", le personnage de Fred l'Elégant, joué par André Pousse, se fait surnommer "Judex" dans sa traque à mort contre Léontine (Françoise Rosay) et Rita (Marlène Jobert). 
Gotlib parodie Judex le temps d'un gag de la Rubrique-à-brac, où le personnage du commissaire Bougret devient le justicier Bougrex.
Judex apparaît également dans plusieurs nouvelles de la série Tales of the Shadowmen, éditée par Jean-Marc Lofficier chez Black Coat Press  (traduite en français sous le titre Les Compagnons de l'ombre, chez Rivière Blanche), et qui remettent en scène divers personnages de la littérature populaire.
En 2012, le scénariste de comics Matt Fraction intègre Judex dans l'univers Marvel, à l'occasion d'un épisode de la série Les Défenseurs qui fait brièvement apparaître un groupe (inventé pour l'occasion) de super-héros européens du début du XXe siècle, parmi lesquels le capitaine Nemo. Le héros de Feuillade et Bernède y figure aux côtés de Musidora — représentée comme un mélange entre ses personnages des Vampires et du premier film Judex — le scénario leur prêtant des rapports analogues à ceux de Batman et Catwoman,.

## Films
- 1916 : Judex de Louis Feuillade
- 1918 : La Nouvelle Mission de Judex de Louis Feuillade
- 1934 : Judex 34 de Maurice Champreux
- 1963 : Judex de Georges Franju

## Romans d'Arthur Bernède
- 1917 : Judex. Roman-ciné paru en feuilleton dans le quotidien Le Petit Parisien du 12 janvier au 6 avril 1917 en parallèle à la diffusion du film homonyme de Feuillade.
- 1918 : La Nouvelle Mission de Judex. Roman-ciné paru en feuilleton dans le quotidien Le Petit Parisien du 11 janvier au 4 avril 1918 en parallèle à la diffusion du film homonyme de Feuillade.

## Textes d'autres auteurs
- Les Compagnons de l'Ombre 1, Black Coat Press, coll. Rivière Blanche - Noire, 2007
- Les Compagnons de l'Ombre 2, Black Coat Press, coll. Rivière Blanche - Noire, 2008
- Les Compagnons de l’ombre  9, Black Coat Press, coll. Rivière Blanche - Noire, 2012
- Les Compagnons de l'Ombre 19, Black Coat Press, coll. Rivière Blanche - Noire, 2016
- Judex, une expérimentation autour du film de Franjue en bande dessinée, de LL de Mars, publié en mars 2015 à La Cinquième Couche (Bruxelles) Collection Extracteur.  (ISBN 978-2-39008-002-2). Avec David Christoffel, J&E LeGlatin, C. de Trogoff, William Henne, Antoine Hummel, Xavier Löwenthal et Laurent d'Ursel. Travail sous Copyleft, disponible en ligne dans La matrice Judex